# Картальяк, Эмиль
Эмиль Картальяк (фр. Émile Cartailhac; 15 февраля 1845 года, Марсель — 26 ноября 1921 года, Женева) — французский учёный в области доисторической археологии.

## Биография
Занимался археологическими исследованиями преимущественно в Южной Франции, также в Португалии, Испании и на Балеарских островах. В 1869-1887 гг. редактировал журнал «Matériaux pour l’Histoire primitive et naturelle de l’Homme», основанный в 1865 г. Мортилье.
В 1890 г. участвовал в VIII Московском археологическом съезде.
Членкор Британской академии (1917).
Главные его труды, изданные отдельно: «L’Age de la Pierre dans les souvenirs et les superstitions populaires» (1878); «Les Ages préhistoriques de l’Espagne et du Portugal» (с 450 рис. и 4 табл., 1886); «La Grotte de Beilhac, Causse du Lot» (1889); «Les Monuments primitifs et cyclopéens des oles Baléares» (с 150 рис. и 60 табл.-фототипиями, 1889); «La France préhistorique» (с 162 грав., 1889). Многие статьи и заметки его рассеяны в «Трудах» международных конгрессов по доисторической археологии и антропологии.